# Šventybrastis
Šventybrastis är en ort i Litauen. Den ligger i den centrala delen av landet, 110 km nordväst om huvudstaden Vilnius. Šventybrastis ligger 46 meter över havet och antalet invånare är 169.
Terrängen runt Šventybrastis är mycket platt. Runt Šventybrastis är det ganska glesbefolkat, med 42 invånare per kvadratkilometer. Närmaste större samhälle är Kėdainiai, 15,0 km söder om Šventybrastis. Trakten runt Šventybrastis består till största delen av jordbruksmark.